# Афанасівка (Совєтський район)
Афанасівка (рос. Афанасьевка) — присілок в Совєтському районі Курської області Російської Федерації.
Населення становить 81 особу. Входить до складу муніципального утворення Александровська сільрада.

## Історія
Населений пункт розташований на території українського етнічного та культурного краю Східна Слобожанщина.
Від 2004 року входить до складу муніципального утворення Александровська сільрада.

## Населення
| 2002 | 2010 |
| ---- | ---- |
| 125  | ↘81  |